# Unzial 049
Der Unzial 049 (in der Nummerierung nach Gregory-Aland; von Soden α 2) ist eine griechische Handschrift des Neuen Testaments, die auf das 9. Jahrhundert datiert wird.

## Beschreibung
Die Handschrift umfasst nahezu die gesamte Apostelgeschichte, Katholische Briefe, Paulusbriefe auf 149 Pergamentblättern mit einigen Lücken. Sie hat ein Format von 27,5 × 18,5 cm. Das Pergament ist nicht fein, die Tinte ist schwarzbraun. Der Text steht in eine Spalte mit 30 Zeilen. Spiritus asper, Spiritus lenis und Akzente sind vorhanden. Die Buchstaben stehen teilweise senkrecht, teilweise nach rechts geneigt.
Die Handschrift enthält Vorwort, κεφαλαια, τιτλοι, Lektionar-Markierungen und Unterschriften.
Der griechische Text des Codex repräsentiert den Byzantinischen Texttyp. Es wird der Kategorie V zugeordnet.
Der Codex wird im Kloster Megisti Lavra (A' 88) in Athos aufbewahrt.